# Sancho I. Mallorský
Sancho (kolem 1274 – 4. září 1324) nazývaný mírumilovný, byl král mallorský, hrabě z Roussillionu a Cerdany a pán z Montpellier od roku 1311 do své smrti. Jeho 13 let trvající vláda byla většinou poklidná bez zmatků, což mu přineslo jeho přívlastek a kontrastovalo s problémy vlády jeho otce Jakuba II. Mallorského a synovce Jakuba III. Mallorského, jeho předchůdce a následovníka.

## Mládí
Sancho byl jedním z pěti dětí a druhým synem Jakuba II. a Escalamundy z Foix. Narodil se v Pině na Mallorce okolo roku 1274. Jeho otec vládl Mallorskému království a připojených panství pod suverenitou svého bratra a poté synovce, aragonských králů. Jakubovy pokusy se od tohoto vazalství osvobodit vedly k jeho svržení jeho synovcem aragonským králem Alfonsem III. v roce 1286. Sancho, jeho matka a starší bratr Jakub byli vzati svým bratrancem jako rukojmí. Královna byla propuštěna, ale bratři byli drženi několik let ve vězení, někdy v železech. Smlouva z Anagni v roce 1295 zajistila jejich propuštění králem Jakubem II. Aragonským stejně jako vrácení Baleár jejich otci. Po propuštění byli princové posláni kvůli vzdělání ke francouzskému královskému dvoru.
Sanchova rodina byla známá svoji náboženskou horlivostí. Když se roku 1299 Sanchův starší bratr Jakub zřekl práva na trůn a stal se františkánským mnichem, Sancho se stal zřejmým dědicem dominií svého otce. Oficiálně byl uznán jako takový roku 1302 i přes své chatrné zdraví a díky tomu, že jeho alternativa, bratr Ferdinand, měl s otcem různice.

## Osobní život
V září roku 1304 se konalo uzavření manželství v zastoupení s Marií, dcerou krále Karla II. Neapolského, jen tři měsíce poté, co si Sanchova sestra Sancha vzala Mariina bratra Roberta. Sancho a Maria se osobně vzali o pět let později. Tyto svazky byly částí velkého úsilí o dosažení mírů mezi Barcelonskou dynastií, která vládla Aragonskému království, Mallorce a Sicílii a kapotovskou dynastií z Anjou, která vládla Neapolskému království. Sanchův svazek s Marií byl navržen králem Jakubem II. Aragonským, který se již oženil s Mariinou sestrou Blanche. Ještě jedna švagrová Sancha, Eleanora, se provdala za jeho bratrance Fridricha II. Sicilského.
Sancho byl křehké konstituce a měl sklon k astmatu, což ho přimělo trávit většinu času tím, že si užíval čerstvý vzduch v podhorském prostředí. Zařídil si svoji rezidenci ve Valldemosse; později byl Sanchův palác přestavěn na kartuziánský klášter. Král měl také rád sport; zavedl na ostrově lov koropotví, a také tvrdé tresty za pytláctví. Zbožný, ale nicméně záletný Sancho měl tři milenky a nejméně čtyři nemanželské dcery a jednoho nemanželského syna, který později vstoupil do mnišského řádu.

## Vláda
Po smrti svého otce Jakuba II. se stal 29. května 1311 Sancho králem. V rané fázi své vlády se Sancho pokoušel pokračovat v politice stabilizace království, kterou sledoval jeho otec, ale hlavní město království Palma de Mallorca se pokoušelo získat autonomii. Vztahy s Aragonským královstvím byl povětšinu doby jeho vlády srdečné. Rychle odpověděl bratranci Jakubovi II. Aragonskému na povolání do sněmu (kortézů) a asistoval mu při dobývání Sardinie. Ve sněmu mu přísahal věrnost před shromážděnými členy, což ujistilo Jakuba tak moc, že Sancha zprostil povinnosti sněm v budoucnosti navštěvovat.
Sancho vymáhal peníze od Židů ve snaze vybudovat mocné loďstvo, které by mohlo soutěžit s loďstvy námořních republik Janova a Benátek. Ale jeho grandiosní plán nic nepřinesl. Během jeho vlády se jeho postoj k židovským poddaným měnil. Byl rozčilen skandální konverzí dvou německých křesťanů k židovství na ostrově a odpověděl těžkými pokutami pro Židy a konfiskací celého jejich majetku včetně synagogy. Odebral jim také všechna privilegia, svobody a úlevy, které jim dal sám nebo které jim dali jeho předchůdci. Později Židům umožnil postavit novou synagogu, pro což ale neměli prostředky. V roce 1323 je odměnil finančně za pomoc královské pokladně a za pomoc s výstavbou katedrály v Perpignanu.

## Nástupnictví a smrt
Manželství krále Sancha zůstalo bezdětné, což se ukázalo býti problémem pro nástupnictví. Jakub II. Aragonský tvrdil, že koruna by měla býti vrácena jemu, pokud Sancho zemře bez legitimních potomků, ale Sancho se snažil tomu sám zabránit. Starší z jeho mladších bratrů, Ferdinand, zemřel dříve, mladší Filip si vybral církevní dráhu. Ferdinand však zanechal dva syny, Jakuba a Ferdinanda a v roce 1322 Sancho sestavil vůli, která se zabývala nástupnickou linií: pokud by Sancho neměl legitimní potomky, koruna by připadla Jakubovi, potom Ferdinandovi, a jen pokud by oba chlapci byli bezdětní, tak by přešla na aragonského krále. Potom přistoupil k přípravě království pro nástup svého nezletilého synovce tím, že ustanovil regentskou radu, která sestávala ze šesti osob – ze tří osob z Mallorského království a ze tří osob z hrabství Roussillon a Cerdanaye. Málem kvůli tomu vypukla válka s aragonským králem, ale Sancho měl podporu francouzského krále Karla IV.
V létě roku 1324 chtěl astmatický Sancho uniknout horku ve svém království tím, že sezonu stráví ve Formiguères. Toto opatření se ukázalo marným. Sancho zemřel na astmatický záchvat dne 4. září 1324. Na trůnu ho vystřídal jeho synovec Jakub III. Malorský. Příchod smutečního průvodu s jeho tělem do Perpignanu 11. září zapříčinil rozruch, protože měšťané napadli šlechtu, která královo tělo doprovázela, a zmocnili se jeho ostatků. Ostatky jsou nyní pohřbeny v katedrále v Perpignanu, kterou si Sancho sám vybral za místo svého odpočinku.